# Kinabinda
Kinabinda (Fallopia multiflora) är en växtart i familjen slideväxter som är inhemsk i södra och centrala Kina. Arten odlas som trädgårdsväxt i Sverige. 

## Traditonell medicin
Kinabinda listas i den kinesiska farmakopén och är en av de mer populära perenna växterna inom traditionell kinesisk medicin. I Östasien och Kina är den känd under namnet he shou wu. Den är också känd under namnet fo-ti. Överkonsumtion kan leda till leverskador.

## Synonymer
var. multiflora
Aconogonon hypoleucum (Nakai ex Ohwi) Soják
Bilderdykia multiflora (Thunberg) Roberty & Vautier
Fagopyrum multiflorum (Thunberg) I.Grintzescu
Fallopia multiflora (Thunberg) Czerep. nom. illeg.
Fallopia multiflora var. hypoleuca (Nakai ex Ohwi) Yonekura & H.Ohashi
Helxine multiflora (Thunberg) Rafinesque
Pleuropterus cordatus Turczaninow
Pleuropterus hypoleucus Nakai ex Ohwi
Pleuropterus multiflorus (Thunberg) Nakai
Pleuropterus multiflorus var. angulatum S.Y.Liu
Pleuropterus multiflorus var. hypoleucum (Nakai ex Ohwi) T.S.Liu, S.S.Ying & M.J.Lai
Polygonum hypoleucum (Nakai ex Ohwi) Kudo, Sasaki & Ohwi
Polygonum multiflorum Thunberg
Polygonum multiflorum var. angulatum S.Y.Liu
Polygonum multiflorum var. hypoleucum (Nakai ex Ohwi) T.S.Liu, S.S.Ying & M.J.Lai
Reynoutria multiflora (Thunberg) Moldenke
var. ciliinervis (Nakai) Yonekura & H.Ohashi 
Fallopia ciliinervis (Nakai) K.Hammer
Fallopia multiflora var. ciliinervis (Nakai) A.J.Li nom. illeg.
Pleuropterus ciliinervis Nakai
Polygonum ciliinerve (Nakai) Ohwi
Polygonum ciliinerve (Nakai) S.X.Li & Y.L.Chang nom. illeg.
Polygonum multiflorum var. ciliinerve (Nakai) Steward
Reynoutria ciliinervis (Nakai) C.F.Fang nom. illeg.
Reynoutria ciliinervis (Nakai) Moldenke